# 殺シノ調べII This is NOT Greatest Hits
『殺シノ調べII This is NOT Greatest Hits』（ころしのしらべ・とぅー）は、日本のバンド、MUCCのセルフカヴァー・アルバム。2017年9月13日発売。発売元は朱。
タイトルはBUCK-TICKへのリスペクトから。

## 収録曲
1. アカ
  - 『アンティーク』収録曲
2. 蘭鋳
  - 『是空』収録曲
3. ファズ
  - 18thシングル。『志恩』収録曲。
4. 謡声（ウタゴエ）
  - 14thシングル。『極彩』収録曲。
5. 茫然自失
  - 『是空』収録曲。
6. 翼を下さい
  - 『哀愁』収録曲。
7. 儚くとも
  - 6thシングル『我、在ルベキ場所』のカップリング。
8. 1979
  - 『是空』収録曲。
9. メディアの銃声
  - 12thシングル『ガーベラ』のカップリング。
10. 雨のオーケストラ
  - 10thシングル。『鵬翼』収録曲。
11. モノクロの景色
  - 8thシングル。『朽木の灯』収録曲。
12. 名も無き夢
  - 『朽木の灯』収録曲。
13. Mr.Liar
  - 『シャングリラ』収録曲。
14. MAD YACK
  - 『シャングリラ』収録の隠しトラック。本作で初めて歌詞が公開された。
15. 流星
  - 13thシングル。『極彩』収録曲。